# 국제 상품 번호

EAN-13 바코드의 GTN-13 번호. 첫 번째 숫자는 늘 기호 밖에 놓인다. 맨 오른쪽의 표시자 (>)가 뒤에 붙는데 이는 바코드 스캐너가 올바르게 인식할 수 있게 하는 콰이어트 존(Quiet Zone)을 가리킨다.

국제 상품 번호(International Article Number, 이전 이름: 유럽 상품 번호(European Article Number)) 또는 EAN-13 바코드는 미국에서 개발된 원래 12자리의 세계 상품 코드(UPC) 시스템의 일부인 13자리 (12개 번호 + 검사 번호)의 바코드 표준이다. EAN-13 바코드는 표준 단체 GS1이 정의한다.
EAN-13 바코드는 전 세계적으로 소매점의 상품에 쓰인다. EAN-13 바코드의 숫자는 상품 인식 번호이며, 일본에서는 일본 상품 번호로도 부른다. UPC와 EAN의 모든 숫자는 국제 거래 단위 번호(GTIN)으로 알려져 있으며 이들은 다른 GS1 바코드로 변환할 수 있다.
이보다 덜 흔히 쓰이는 EAN-8 바코드는 소매품에 사용되지만, 과자처럼 크기가 작은 물품을 위해 보존하는 것이 보통이다.
2자리 (EAN 2)와 5자리 (EAN 5) 바코드는 총 14개 또는 17개 자리 숫자를 위해 추가할 수 있다. 이들은 정기 간행물에 쓰일 경우 일련 번호를 가리키며 서적이나 음식 등의 무게가 있는 상품에 쓰일 경우 판매 가격을 가리키는 데에 쓰인다.

## GTIN-13 번호

### 구성 요소
GTIN-13은 모두 다음과 같이 4가지로 이루어진다.
- GS1 접두 숫자(prefix) 처음 3자리
- 회사 번호
- 물건 참조
- 검사 기호(check digit)

### 무게
EAN 부호의 특정 위치에 대한 무게는 3또는 1이며, 번갈아가면서 마지막 데이터 숫자값은 3이라는 무게를 가진다. 같은 알고리즘이 다른 GTIN과 SSCC에서 사용된다. EAN-13 코드에서 무게 1은 홀수 위치, 3은 짝수 위치에 놓이며 이는 EAN-8 코드에 보존된다. 모든 GTIN과 SSCC 코드는 이 표에서의 코드 위치에 대한 자기만의 무게값을 얻는다.
| 1 | 2 | 3 | 4 | 5 | 6 | 7 | 8 | 9 | 10 | 11 | 12 | 13 | 14 | 15 | 16 | 17 |
| 1 | 3 | 1 | 3 | 1 | 3 | 1 | 3 | 1 | 3  | 1  | 3  | 1  | 3  | 1  | 3  | 1  |

### 계산
EAN 8 코드의 숫자를 받으면 7351353을 얻는다. 이것을 표로 구하면 다음과 같다:
| 위치 | 1 | 2 | 3 | 4 | 5 | 6 | 7 | 8 | 9 | 10 | 11 | 12 | 13 | 14 | 15 | 16 | 17 |
| 무게 | 3 | 1 | 3 | 1 | 3 | 1 | 3 | 1 | 3 | 1  | 3  | 1  | 3  | 1  | 3  | 1  | 3  |
| 부호 |   |   |   |   |   |   |   |   |   |    | 7  | 3  | 5  | 1  | 3  | 5  | 3  |
| 총합 |   |   |   |   |   |   |   |   |   |    | 21 | 3  | 15 | 1  | 9  | 5  | 9  |

- 이 바코드의 합계는 63이다.
- 63 modulo 10 = 3
- 10 - 3 = 7 (체크섬)
- 완전한 EAN 8 코드는 73513537이 된다.

## EAN-13 바코드로의 이진 변환

EAN-13 부호화

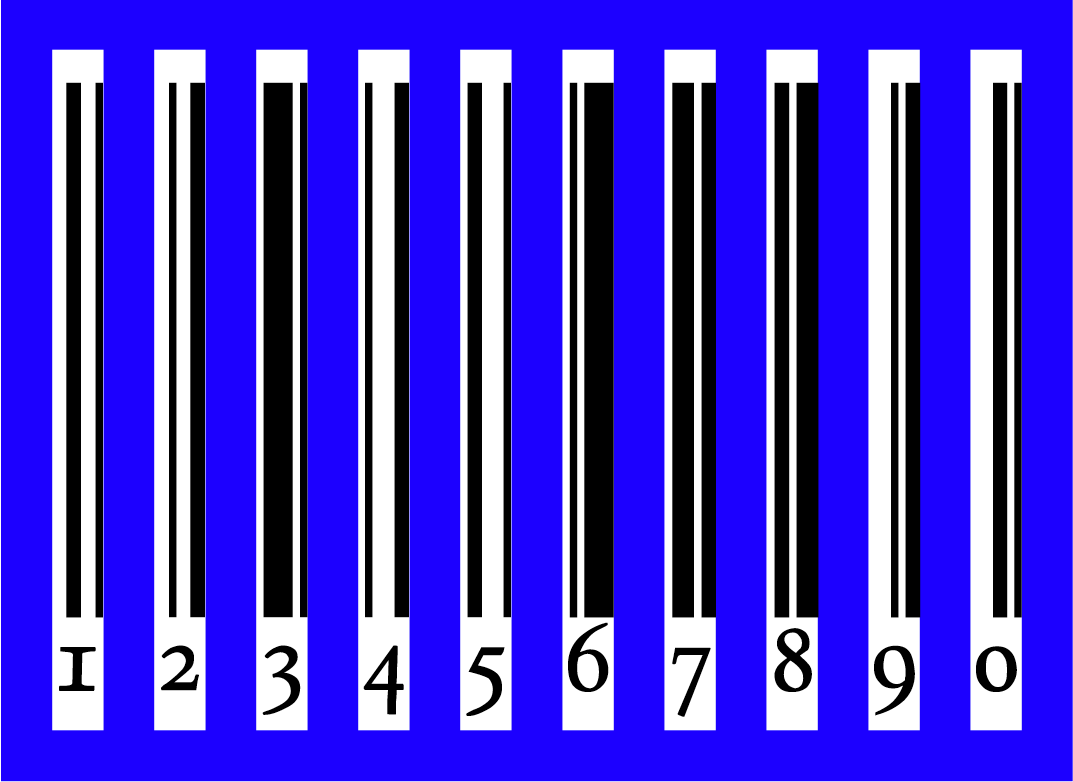
부호 L의 숫자들

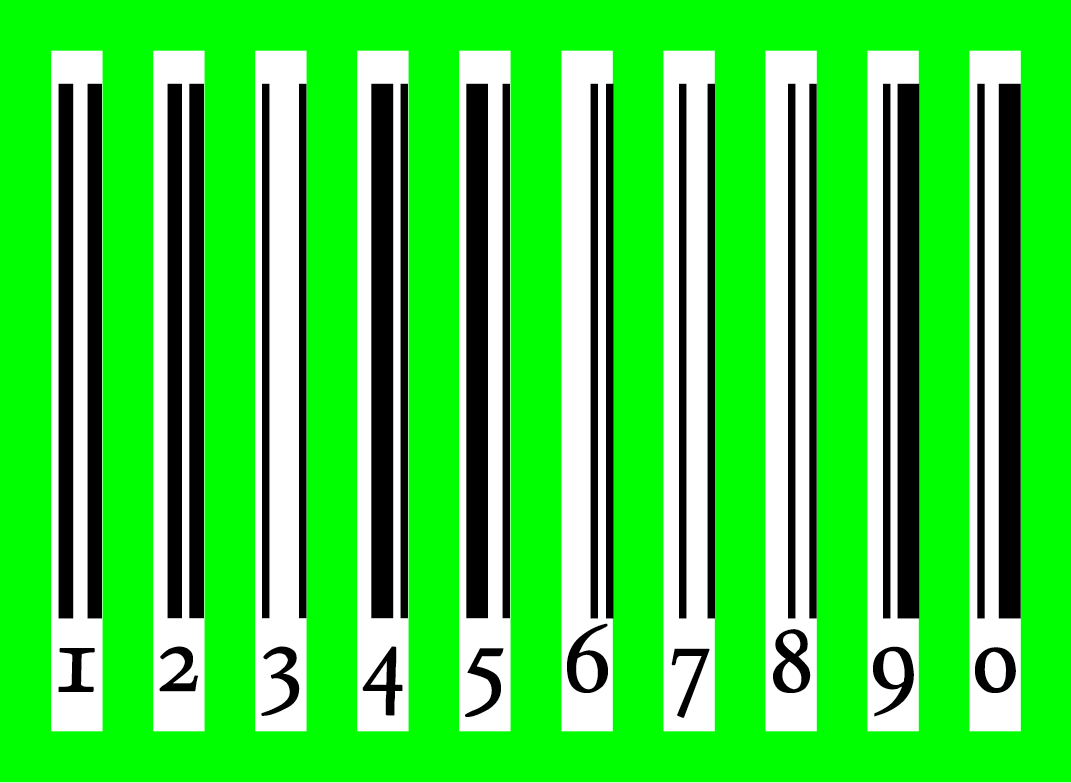
부호 G의 숫자들

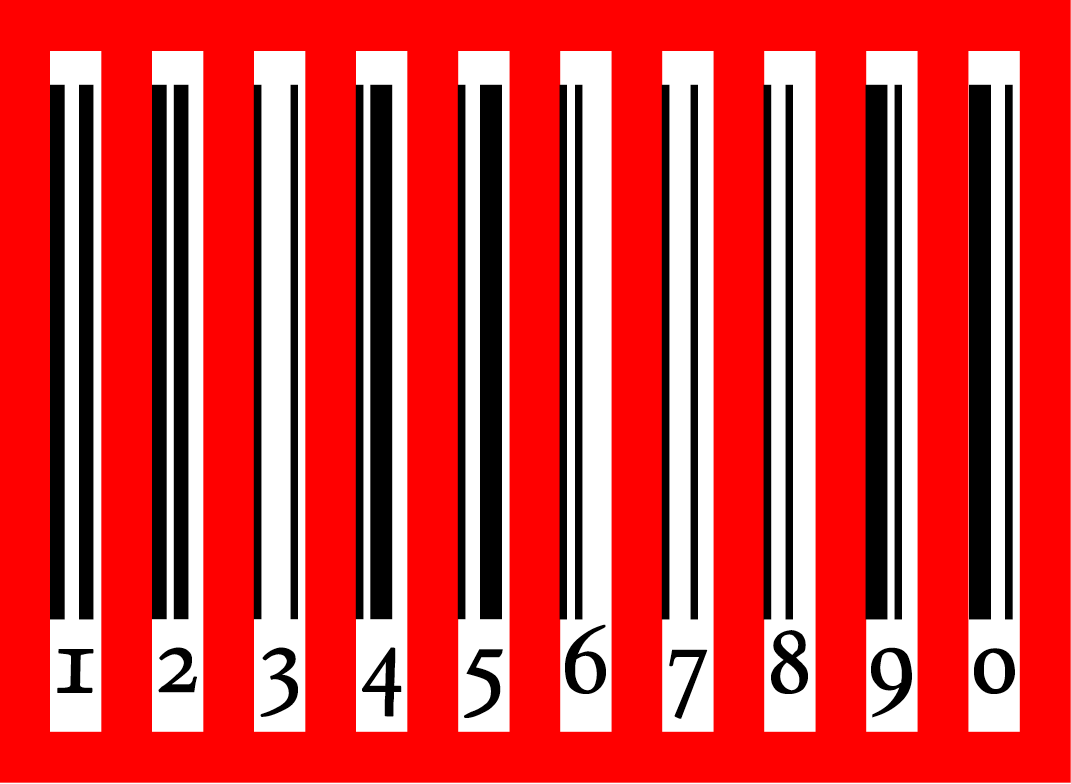
부호 R의 숫자들

EAN-13 바코드로 변환하려면 숫자값은 먼저 3개의 그룹으로 나뉜다.: 첫 번째 숫자, 6개 숫자 한 그룹, 나머지 6개 숫자 한 그룹. (오른쪽 그림 참고)
첫 번째 숫자가 0이면 첫 번째 그룹의 모든 여섯 개 숫자는 UPC에 쓰이는 패턴을 이용하여 부호화하므로 UPC 바코드는 첫 번째 숫자 집합이 0으로 된 EAN-13 바코드로도 된다.
| 첫 번째 숫자 | 6개 숫자 첫 그룹 | 6개 숫자 마지막 그룹 |
| ------------ | ---------------- | -------------------- |
| 0            | LLLLLL           | RRRRRR               |
| 1            | LLGLGG           | RRRRRR               |
| 2            | LLGGLG           | RRRRRR               |
| 3            | LLGGGL           | RRRRRR               |
| 4            | LGLLGG           | RRRRRR               |
| 5            | LGGLLG           | RRRRRR               |
| 6            | LGGGLL           | RRRRRR               |
| 7            | LGLGLG           | RRRRRR               |
| 8            | LGLGGL           | RRRRRR               |
| 9            | LGGLGL           | RRRRRR               |

| 숫자 | L 코드  | G 코드  | R 코드  |
| ---- | ------- | ------- | ------- |
| 0    | 0001101 | 0100111 | 1110010 |
| 1    | 0011001 | 0110011 | 1100110 |
| 2    | 0010011 | 0011011 | 1101100 |
| 3    | 0111101 | 0100001 | 1000010 |
| 4    | 0100011 | 0011101 | 1011100 |
| 5    | 0110001 | 0111001 | 1001110 |
| 6    | 0101111 | 0000101 | 1010000 |
| 7    | 0111011 | 0010001 | 1000100 |
| 8    | 0110111 | 0001001 | 1001000 |
| 9    | 0001011 | 0010111 | 1110100 |

## 같이 보기
- 바코드